# Marienkirche (Świdwin)
Die Marienkirche (polnisch Kościół Mariacki) war einst die einzige Kirche der Stadt Świdwin (Schivelbein) an der Rega. Sie steht in der Stadtmitte am Pl. Konstytucji 3 Maja (ehem. Marktplatz). Ihre Entstehungszeit fällt in das 14. Jahrhundert.

## Bau und Baugeschichte

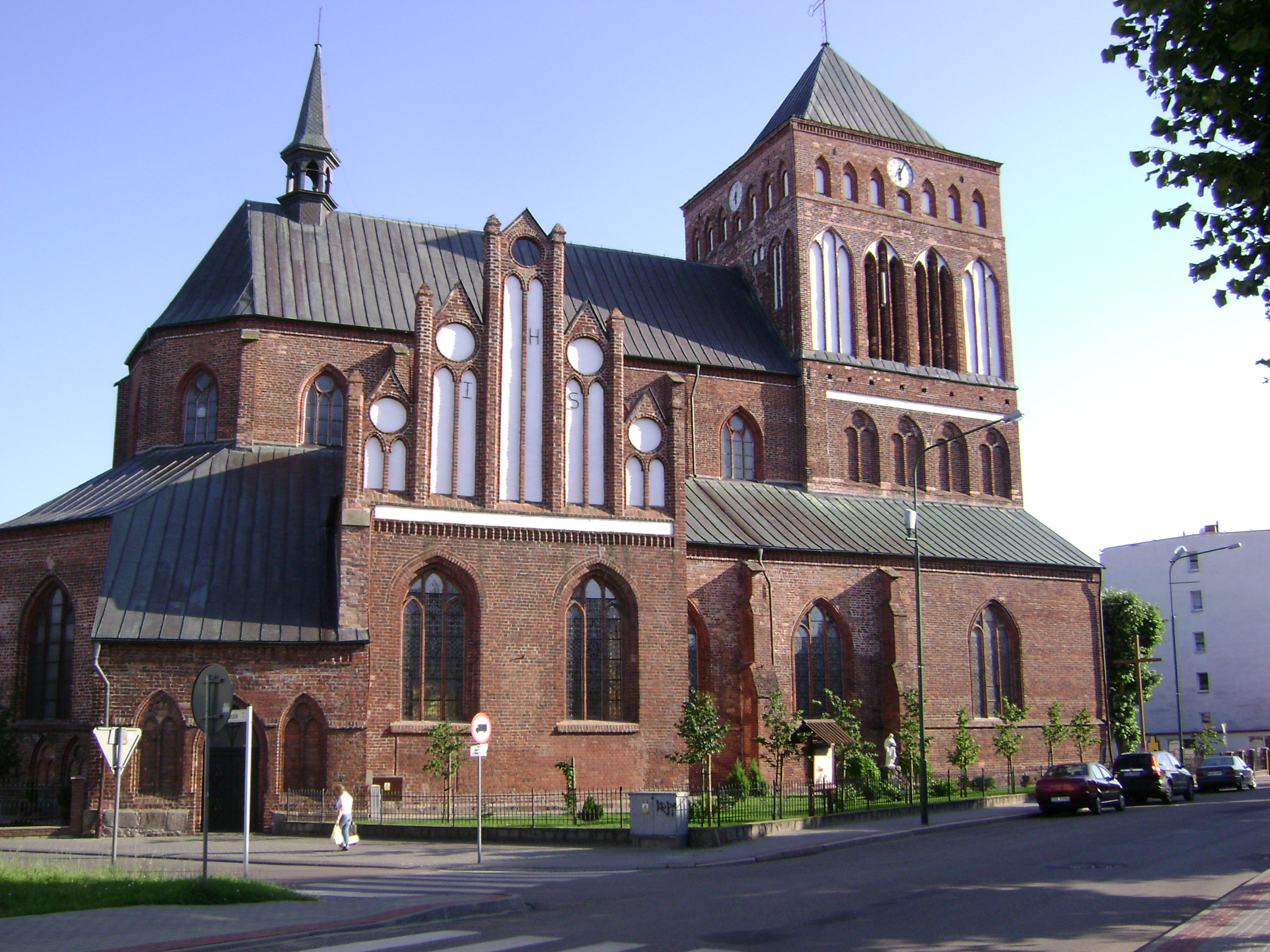
Die Marienkirche in Świdwin (Schivelbein)

Bereits 1338 wird in Schivelbein eine Marienkirche genannt. Als spätgotischer Ziegelbau ist sie in der Form einer dreischiffigen, im Osten dreiseits geschlossenen Basilika erbaut worden. Sternengewölbe überspannten das Kirchenschiff.

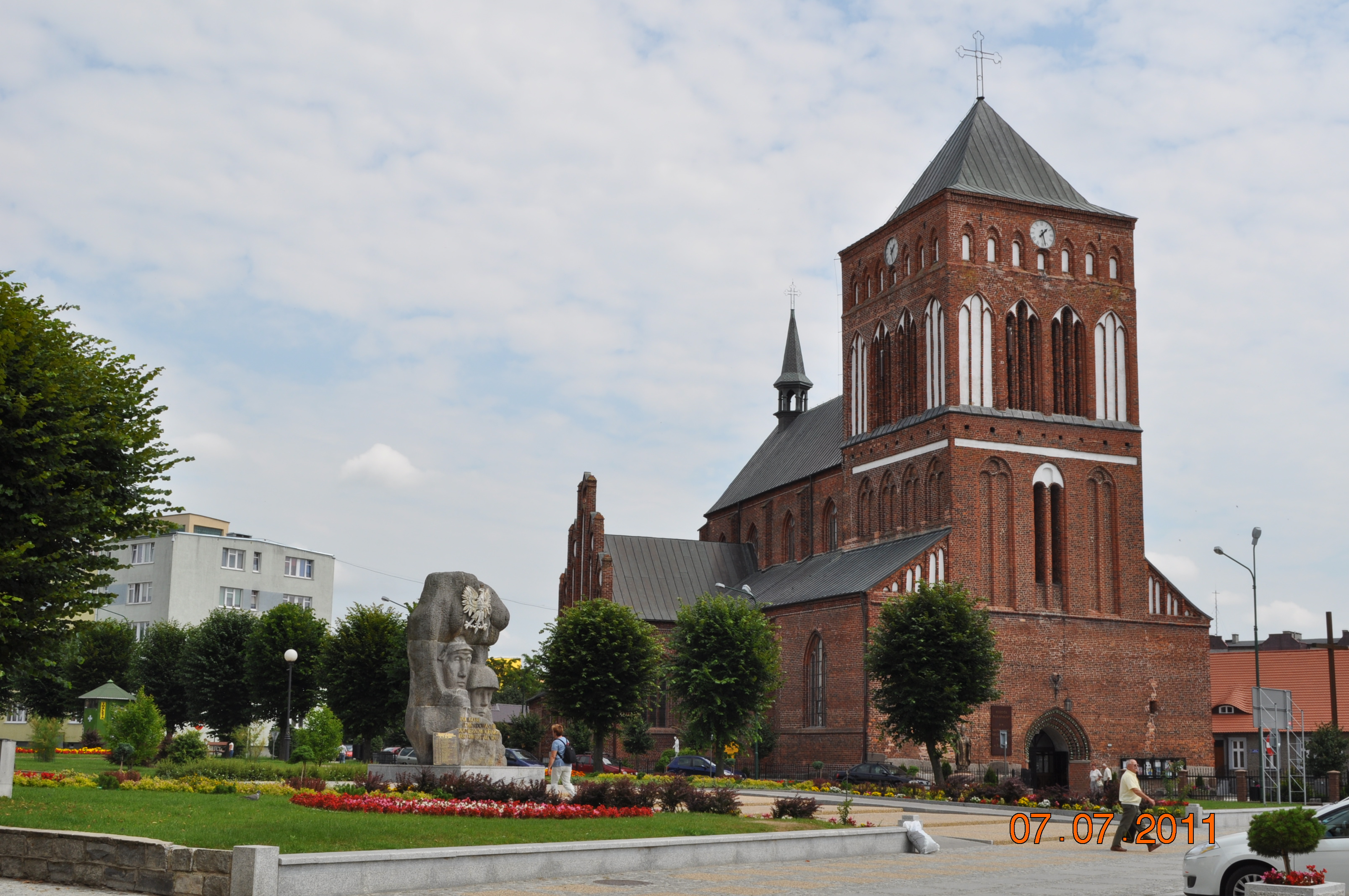
Kirche in Schivelbein von Westen

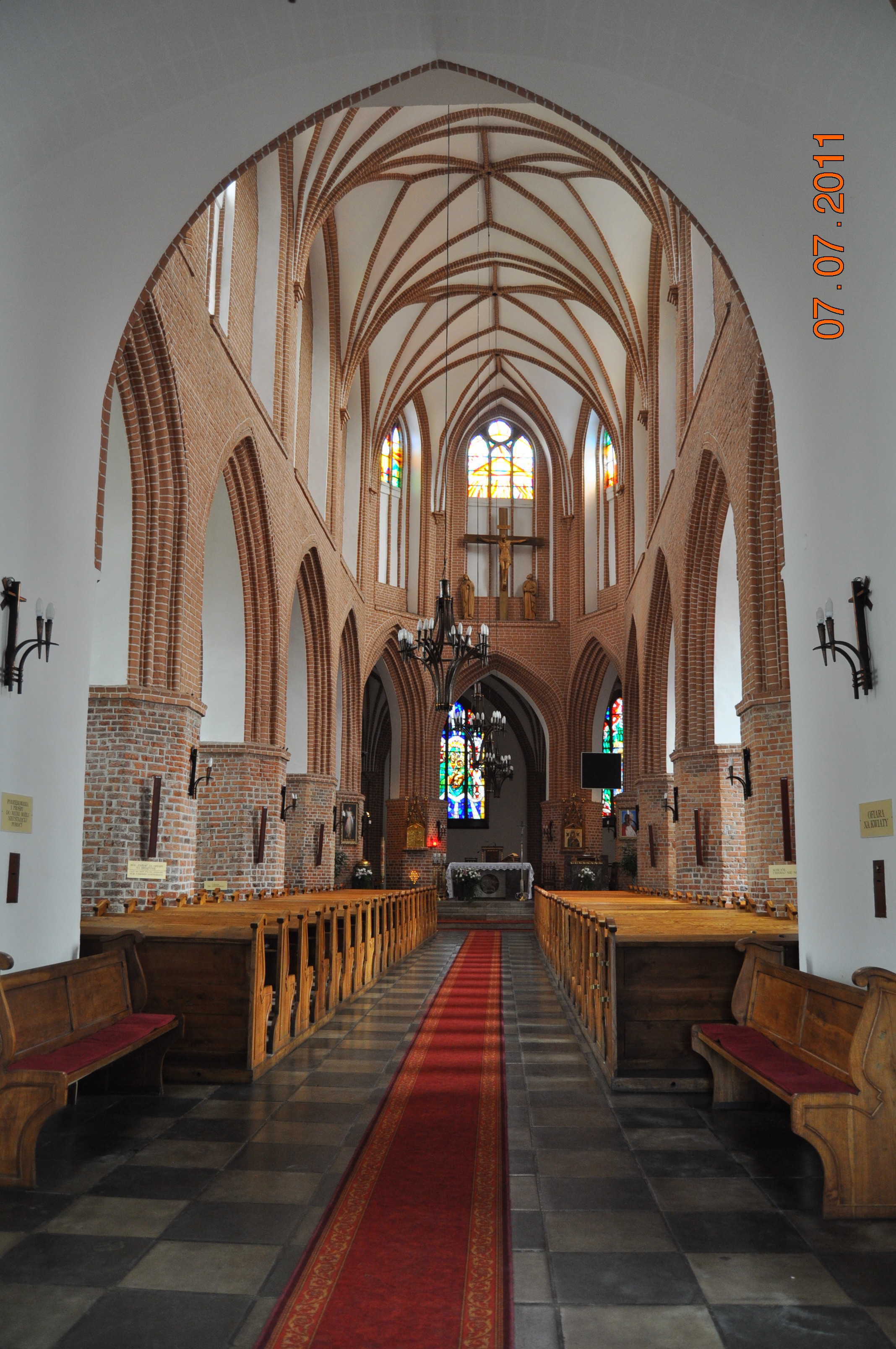
Kirche in Schivelbein Kirchenschiff

1475 errichtete Christoph von Polenz an der Nordseite eine Kapelle zum Andenken an seinen Vater. 1505 wurde der Turmhelm, neu gebaut und mit Kupfer gedeckt, das man bei einem Gewicht von 41½ Zentnern aus Stettin herbeischaffte. 1644 wurde der Turm vom Blitz getroffen, der Turmhelm verbrannte und stürzte herab.
Der große Stadtbrand von 1689 in Schivelbein vernichtete die gesamte Kircheneinrichtung, darunter die 1572 eingebaute Orgel und die 1614 aufgestellte kunstvolle, in einer Stargard Werkstatt gefertigte Kanzel, der Altar und die Chöre.
Zur Wiederherstellung des Gotteshauses veranstaltete man auf kurfürstlichen Befehl von Friedrich III. von Brandenburg, dem späteren König Friedrich I. von Preußen, in allen Gemeinden des Landes Kollekten, durch deren Ertrag die Kirche in den Jahren 1690 bis 1692 wieder aufgebaut und – wenn auch in sehr bescheidener Weise – ausgebaut wurde. Der neue Altar und die Kanzel, dieses Mal in Kolberg angefertigt, wurden 1695 aufgestellt.
Im Jahr 1771 wurde der Turm erneut vom Blitz getroffen. Anstelle des schlanken Helms erhielt er 1773 einen Barockhelm: über einem Zwischendach erhob sich ein zweistufig abgesetzter Aufbau aus Holz, der in einer niedrigen, schindelgedeckten Spitze auslief.
In den Folgejahren waren wiederholt Restaurierungsarbeiten nötig, so in den Jahren 1827 bis 1833 und 1880 und 1881, wobei das Kircheninnere ein nüchternes, neugotisches Aussehen erhielt.
Bei der Besetzung Schivelbeins durch die Rote Armee am 3. März 1945 blieb die Marienkirche bis auf einen Artillerietreffer im Turm unversehrt. Als am Folgetag allerdings die Schivelbeiner Innenstadt von sowjetischen Kommandos angezündet wurde, brannte die Kirche – zum zweiten Male in ihrer Geschichte – bis auf die Umfassungsmauern nieder.
In den Jahren 1947 bis 1950 wurde die Marienkirche wiederhergestellt – nach den Plänen des solange noch in Polen festgehaltenen deutschen Architektenehepaares Albert und Luise Altenburg. Der Turm erhielt dabei ein einfaches pyramidenförmiges Ziegeldach.
Erneut fanden 1987 umfangreiches Renovierungsarbeiten statt. Das Dach erhielt eine Neudeckung.
Nach 400 Jahren Nutzung als evangelisches Gotteshaus wurde die Świdwiner Marienkirche zugunsten der polnischen katholischen Kirche enteignet.
Bis dahin gehörte die Stadt, die Sitz eines eigenen Kirchenkreises mit Superintendentur war, zur Kirchenprovinz Pommern der evangelischen Kirche der Altpreußischen Union. Evangelische Gottesdienste finden heute in der Friedhofskapelle statt. Świdwin ist jetzt eine Filialgemeinde des Kirchspiels Koszalin in der Diözese Pommern-Großpolen der polnischen Evangelisch-Augsburgischen, d. h. lutherischen, Kirche.
In der Schivelbeiner Marienkirche wurde im Jahre 1821 Rudolf Virchow († 1902) getauft, der Arzt, weltbekannter Pathologe, Politiker und Geschichtsforscher seiner Heimatstadt. Im Jahre 1853 empfing hier die Taufe Otto Georg Bogislaf von Glasenapp († 1928), jahrelanger Vizepräsident der deutschen Reichsbank.

## Marienkirchengemeinde

### Kirchengemeinde
Schivelbein ist seit 1858 Sitz der Superintendentur des Kirchenkreises Schivelbein. Bis 1945 war der Marienkirchengemeinde die Filialgemeinde Simmatzig zugeordnet, für die der Inhaber der 2. Pfarrstelle zuständig war. Außerdem waren die Orte Botenhagen und Nemmin eingepfarrt. Im Jahr 1940 gehörten zur Marienkirchengemeinde Schivelbein 10.000 Gemeindeglieder, von denen 500 im Sprengel Simmatzig wohnten. Das Kirchenpatronat oblag dem Magistrat der Stadt.

### Pfarrer von der Reformation bis 1945
Von der Reformation bis zum Jahre 1945 wurden in der Marienkirche evangelische Gottesdienste gefeiert. Folgende Pfarrer waren tätig:
- Erster Pfarrer (ab 1858 auch Superintendent):

1. bis 1552: Paulus Krüger
2. 1552–1566: Lazarus Peterche (er war ursprünglich Maurer von Beruf, dann Theologe. Er leitete den Bau des Gewölbes am Schivelbeiner Rathaus)
3. 1567–1581: Jakobus Tankius
4. 1582–?: Erasmus Arckenwaldt
5. ?–1602: Andreas Peterus
6. 1603–1617: Andreas Rhanius
7. 1619–1626: Joachim Grunovius
8. 1627–?: Johann Kaldenbach
9. ?: Wolfgang Plantiko
10. ? Christian Chinow
11. ?: Nikolaus Rubach
12. ?–1684: Ludwig Weißkopf
13. 1685–?: Gottfried Gaul
14. 1694–1703: Johann Andreas Hückelius
15. 1704–?: Heinrich Daniel Ponath
16. ?–1760: Christian Friedrich Hohenhausen
17. 1761–1772: Daniel Lebrecht Mehring
18. 1772–?: Friedrich Wilhelm Schunke
19. ?: Gottfried Ernst Schröder
20. 1790–1830: Johann Friedrich Benekendorf
21. 1831–1857: Johann Friedrich Samuel Benekendorf (Sohn von 20.)
22. 1858–1883: Johann Ernst Julius Henske
23. 1884–1912: Ludwig Wetzel
24. 1913–1923: Julius Scheringer
25. 1914–1936: Gerhard Friedemann
26. 1937–1945: Wilhelm Lüderwaldt

- Zweiter Pfarrer:

1. 1566–1574: Sewerinus Steinhöfel
2. 1575–1582: Erasmus Arckenradt
3. 1585–1602: Andreas Rhanius
4. 1603–1627: Johann Kaldenbach
5. 1627–1631: Jakob Meyer
6. ?: Michael Angelus
7. ?: Heinrich König
8. ?: Adam Naßius
9. ?: Joachim Henke
10. (1684): Theodor Rüdiger
11. 1703–1704: Heinrich Daniel Ponath
12. 1704–?: Christian Friedrich Hohenhausen
13. 1734–1739: Karl Friedrich Lesser (6. März 1705 Nordhausen–1739 Schivelbein), vorher Substitut des Pfarrers von Saarmund, Berhholz und Falhorst bei Potsdam. Verheiratet 1732 mit Christiane Elisabeth Offeney.
14. 1740–1746: Karl Friedrich Wilhelm Mnnling
15. 1746–1772: Friedrich Wilhelm Schunke
16. 1772–?: Karl Friedrich Zöpfel
17. ?–1827: Johann Ludwig Fischer
18. 1827–1831: Johann Friedrich Samuel Benekendorf
19. 1831–1844: Georg Ludwig Gantzkow
20. 1855–1861: Gustav Adalbert Georg Oskar Pauli
21. 1861–1888: Adolf Hermann Gustav Quiele
22. 1888–1907: Albert Johann Gottfried Petzsch
23. 1907–1920: Johannes Heling
24. 1920–1925: Herbert Ludz
25. 1926–1932: Hans-Joachim Hübner
26. 1932–1940: Detlev Rewald

### Die Küster in Schivelbein von 1582 bis 1864
Das Amt als Küster und Lehrer in Schivelbein stand noch ganz in der Tradition der Kirchenordnungen der Reformation, denn in der Berufungsurkunde wird auf die Kirchenordnung Bezug genommen. Der Küster wird darin aufgefordert, „den Kindern und Gesinde den kleinen Catechismum Lutheri ohnverändert bethen lehren, guthe christliche  Gesänge und teutsche Psalmen auswendig und recht singen zu lehren“. Außerdem hatte er die Kirche instand zu halten, Kerzen zu gießen, die Glocken zu läuten, die Türen der Kirche zum Gottesdienst zu öffnen und den Chorgesang zu organisieren. Seit der Reformation hatten keine wesentlichen Änderungen an der Organisation des Schulwesens stattgefunden. Sogar die Berechnung der Gehälter der Küster und Lehrer wurde noch auf die in der Neumark 1540 eingeführte Kastenordnung zurückgeführt; sie waren dementsprechend gering. (ausführlich zu den Küstern in Schivelbein in: Mühlrad, Schulbank und Carrière. Siehe Quelle.)
- 1582: Ebald Mahsow, Küster
- 1639: Hans Lüdike, Küster
- 1640: Andreas Naduß, Küster
- 1650: Jürgen Bötticher, Küster
- 1687: Jochim Schmied (Schmidt), Tuchmacher und Küster, beerdigt 1. Juni 1704 als vormals gewesener Küster und Tuchmacher „hat sich etliche Jahr ser bey dem Armen Kasten übel verhalten“.
- 1701: Meister Christian Otte, Tuchmacher und Küster, beerdigt 6. Juli 1703.
- seit 1703: Hans Rhüdiger (vielleicht ein Sohn von Pastor Theodor Rhüdiger in Schivelbein), Töpfermeister u. Küster, verheiratet 19. November 1719 mit „Meyers Tochter“, beerdigt 16. Dezember 1723.
- seit 1723: Christian Döge, Tuchmacher und Küster, beerdigt 26. Oktober 1724.
- seit 1724: Martin Schweitrügg, Töpfermeister, geboren am 18. November 1701, Sohn des Schuster Johann Schweitrügg (beerdigt 25. Juli 1707, verheiratet 1688 mit Maria Dorothea, Tochter von Jochim Schmidt), verheiratet 10. Mai 1724 mit „Mstr. Hans Rüdigers Küsterswitwe“, gestorben 4. November 1766 „beynahe 43jähr. Küster.“
- seit April 1766: Rektor Joh. Phil. Tesch in der Langenstr.
- April 1769: und fortlaufend genannt: Ehregott Leberecht Seydel (seit 2. Mai 1766 in Repzin bei Schivelbein), Schneidermeister und Küster, gestorben 16. Februar 1771.
- seit 1771: Friedrich Dumzlaff, Enkel der Schwester des Vaters des vorgenannten Schweitrügg.
- 1802: Martin Dumzlaff, der Sohn.
- 1802/1803: bis Mitte 1819, Gröling.
- 1819: seit Michaelis, Christian Dumzlaff, Schneidermeister und 1818/19 Lehrer in Labenz, gestorben 1867 als emeritus (emeritiert am 1. Oktober 1862)
- seit 1. Oktober 1862: Küster Barner
- seit 17. Juni 1864: Küster Bartholdy

(Quelle: Aufzeichnungen des Familienforschers Otto Hintze von etwa 1935, in: Peter Sumerauer, Carmen Zotta: Mühlrad, Schulbank und Carrière. Geschichte und Familienüberlieferungen der Domizlaff aus Pommern und Preußen, Attempto, Tübingen 2003, Seite 270.)